# Башня смерти (Пермь)

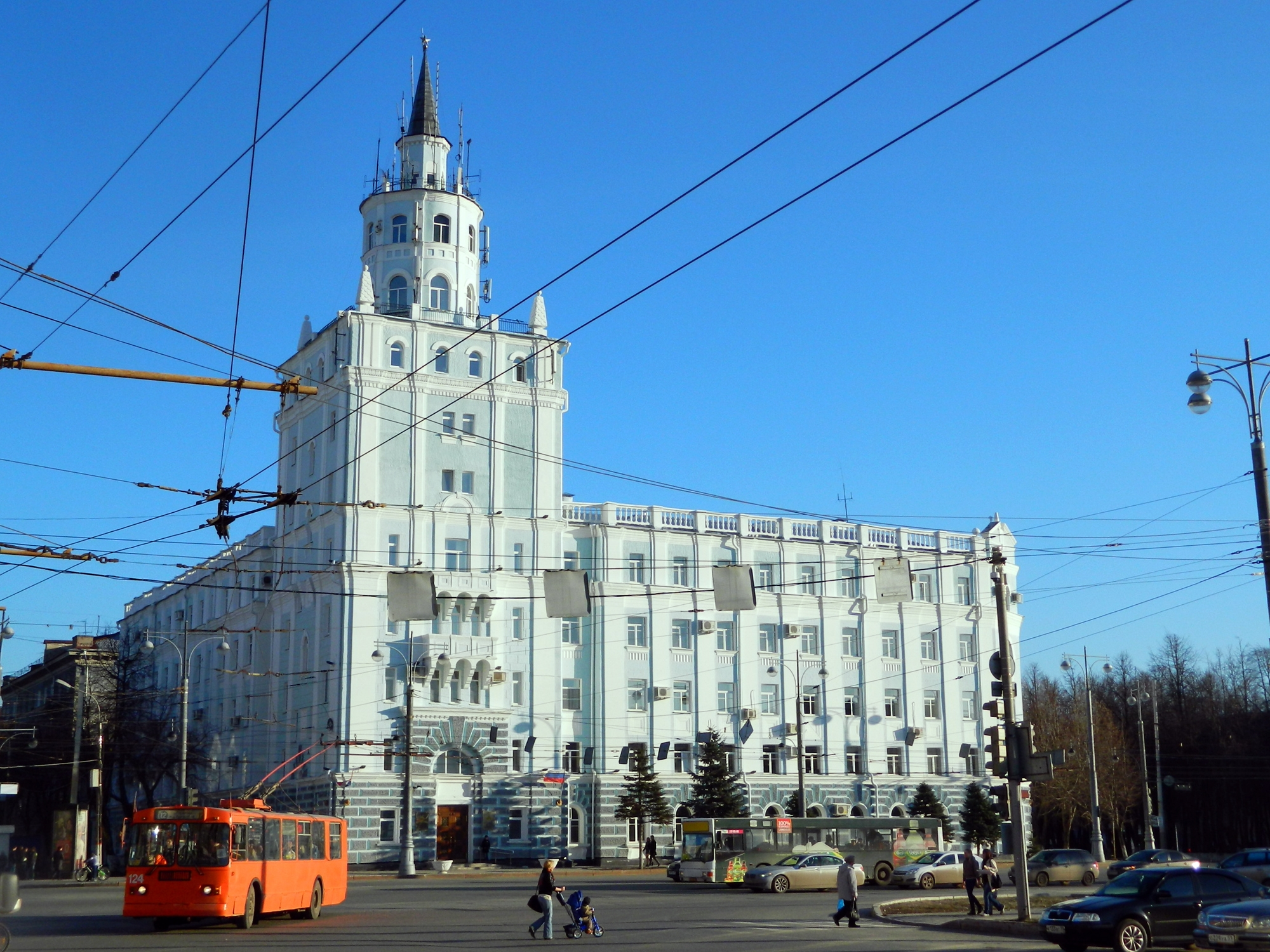
Башня смерти (2013 г.)

«Башня смерти» (Здание управления внутренних дел Пермского края) располагается на Комсомольском проспекте в Свердловском районе Перми. Является объектом культурного наследия регионального значения.

## История
Здание Управления внутренних дел (УВД) Пермского края строилось в период 1949—1952 годов. Проектные документы на здание не сохранились, известно лишь, что оно было построено к июлю 1952 года (архитектор М. А. Парелин). По одной из версий, здание задумывалось как главный корпус Пермского университета (в конце 1940-х годов существовал проект переноса университета в центр города). В подтверждение этой версии — расположенные поблизости здания двух действующих университетских общежитий. По окончании строительства владельцем здания стал Комитет госбезопасности. Позднее здесь разместилось УВД Пермской области.
Здание построено в стиле советского монументального классицизма: при высоте в пять этажей оно занимает почти квартал между Комсомольским проспектом и улицей Героев Хасана и имеет трёхъярусную угловую башню высотой 43 м. В целом оно напоминает облик московских высоток. Здание удачно замыкает перспективу Комсомольского проспекта — башня со шпилевым окончанием перекликается с колокольней Кафедрального собора, стоящего на берегу Камы — и является доминантой Комсомольской площади города.

## Городские легенды
Здание стало одним из символов Перми, известным городским ориентиром и получило популярное и широко распространённое название «Башня смерти», будучи объектом и источником многочисленных городских легенд, поскольку его всегда занимали органы внутренних дел. Несмотря на то, что здание было построено к концу правления Сталина, городские легенды связывают здание с периодом Большого террора и даже более ранней историей. Народная молва утверждает, что в стенах здания замурованы тела его строителей, что в нём располагались подземные камеры для заключённых и подземные ходы до здания тюрьмы и Егошихинского кладбища, что в нём сотрудники НКВД пытали и казнили невинных людей, сбрасывали их с башни во двор, что один заключённый сам сбросился вниз с башни, что в здании регулярно раздаются глухие звуки выстрелов — расстреливают заключённых, и др.

## В современной литературе
Пермский писатель Анатолий Субботин написал рассказ «Башня смерти» (1997 г.), в котором здание краевого УВД стало главной сценой фантастических событий в стиле Кафки и известных антиутопий.